# Česká hokejová extraliga 2006/2007
Česká hokejová extraliga 2006/2007 byla 14. ročníkem nejvyšší hokejové soutěže v České republice.

## Fakta
- 14. ročník samostatné české nejvyšší hokejové soutěže
- Nejlepší střelec základní části – Petr Sýkora 37 branek HC Moeller Pardubice
- Nejlepší nahrávač – Pavel Patera HC Kladno 39 nahrávek
- Vítěz kanadského bodování – Jaroslav Hlinka HC Sparta Praha
- Základní část – 46 utkání, 57 bodů / 19 branek + 38 nahrávek /
- Play off – 12 utkání, 16 utkání, 16 bodů / 4 branky + 12 nahrávky /
- Celkem základní část + Play off – 62 utkání, 73 bodů / 23 branky + 50 nahrávky /
- Vsetínská hokejová byl vyloučen z extraligy a do extraligy se probojoval HC Slovan Ústí nad Labem – ve finále 1. ligy postoupil přes Chomutov 3:2 na zápasy.

### Systém soutěže

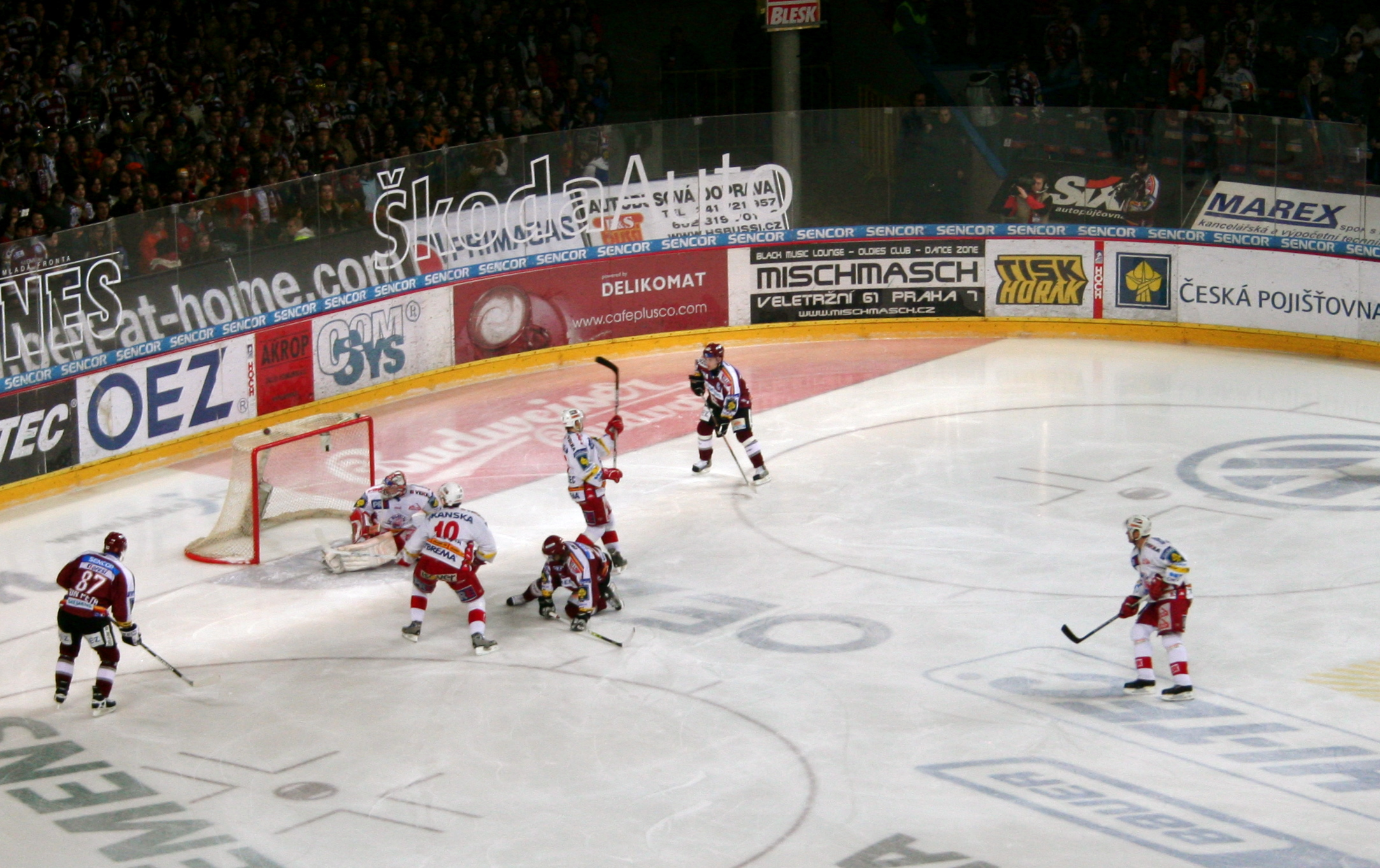
Zápas základní části mezi Spartou a Slávií

Základní část se hrála od září do února, kdy se všechny týmy utkaly každý s každým celkem čtyřikrát. Poté následovalo podle nových pravidel rozšířené play-off. Nejprve se hrálo předkolo play-off, ve kterém se utkaly sedmý s desátým a osmý s devátým umístěným klubem v tabulce po základní části. Předkolo se hrálo na 3 vítězné zápasy. Poté následovalo klasické play-off, kdy hrál první s osmým, druhý se sedmým, třetí s šestým a čtvrtý s pátým. Od čtvrtfinále se hrálo na 4 vítězné zápasy. Čtyři vítězné týmy ze čtvrtfinále postoupily do semifinále. Vítězní semifinalisté do finále. Vítěz finále se stává Mistrem extraligy, konečné druhé až desáté místo je určeno úspěšností týmů v play-off.
V tomto ročníku se nesestupovalo.

## Kluby podle krajů
- Praha:
  - HC Slavia Praha
  - HC Sparta Praha
- Středočeský kraj:
  - HC Kladno
- Plzeňský kraj:
  - HC Lasselsberger Plzeň
- Karlovarský kraj:
  - HC Energie Karlovy Vary
- Pardubický kraj:
  - HC Moeller Pardubice
- Liberecký kraj:
  - Bílí Tygři Liberec
- Ústecký kraj:
  - HC Litvínov
- Moravskoslezský kraj:
  - HC Oceláři Třinec
  - HC Vítkovice Steel
- Zlínský kraj:
  - HC Hamé Zlín
  - Vsetínská hokejová
- Jihočeský kraj:
  - HC Mountfield České Budějovice
- Jihomoravský kraj:
  - HC Znojemští Orli

## Konečná tabulka základní části
| Poř. | Tým                            | Z  | V  | VP | PP | P  | VG  | OG  | B   |
| ---- | ------------------------------ | -- | -- | -- | -- | -- | --- | --- | --- |
| 1.   | Bílí Tygři Liberec             | 52 | 28 | 6  | 4  | 14 | 161 | 112 | 100 |
| 2.   | HC Moeller Pardubice           | 52 | 29 | 1  | 3  | 19 | 177 | 131 | 92  |
| 3.   | HC Mountfield České Budějovice | 52 | 23 | 9  | 2  | 18 | 160 | 144 | 89  |
| 4.   | HC Sparta Praha (C)            | 52 | 25 | 2  | 8  | 17 | 178 | 157 | 87  |
| 5.   | HC Hamé Zlín                   | 52 | 21 | 8  | 7  | 16 | 162 | 158 | 86  |
| 6.   | HC Slavia Praha                | 52 | 21 | 6  | 6  | 19 | 171 | 162 | 81  |
| 7.   | HC Energie Karlovy Vary        | 52 | 20 | 7  | 6  | 19 | 136 | 124 | 80  |
| 8.   | HC Kladno                      | 52 | 21 | 6  | 4  | 21 | 189 | 173 | 79  |
| 9.   | HC Znojemští Orli              | 52 | 20 | 7  | 2  | 23 | 117 | 129 | 76  |
| 10.  | HC Oceláři Třinec              | 52 | 20 | 4  | 8  | 20 | 145 | 162 | 76  |
| 11.  | HC Vítkovice Steel             | 52 | 22 | 2  | 5  | 23 | 141 | 141 | 75  |
| 12.  | HC Litvínov                    | 52 | 20 | 4  | 6  | 22 | 157 | 165 | 74  |
| 13.  | HC Lasselsberger Plzeň         | 52 | 20 | 1  | 1  | 30 | 141 | 173 | 63  |
| 14.  | Vsetínská hokejová             | 52 | 8  | 3  | 4  | 37 | 88  | 192 | 34  |

Poznámky:
- (C) = držitel mistrovského titulu, (N) = nováček (minulou sezónu hrál nižší soutěž a postoupil)

## Předkolo

### První předkolo
1. utkání
|  | HC Energie Karlovy Vary | 1 - 3           | HC Oceláři Třinec |  |
|  | HC Energie Karlovy Vary | (1:0, 0:1, 0:2) | HC Oceláři Třinec |  |

|  |                          | Souhrn zápasu Report |                                                             |  |
|  | ------------------------ | -------------------- | ----------------------------------------------------------- |  |
|  | 09:51 František Skladaný |                      | 25:37 Juraj Štefanka 47:36 Juraj Štefanka 59:06 Roman Tomas |  |

2. utkání
|  | HC Energie Karlovy Vary | 2 - 3           | HC Oceláři Třinec |  |
|  | HC Energie Karlovy Vary | (0:0, 2:1, 0:2) | HC Oceláři Třinec |  |

|  |                                        | Souhrn zápasu Report |                                                                |  |
|  | -------------------------------------- | -------------------- | -------------------------------------------------------------- |  |
|  | 31:08 Jan Košťál 36:15 Václav Skuhravý |                      | 38:17 Juraj Štefanka 48:54 Juraj Štefanka 50:50 Lubomír Korhoň |  |

3. utkání
|  | HC Oceláři Třinec | 2 - 1 SN        | HC Energie Karlovy Vary |  |
|  | HC Oceláři Třinec | (0:0, 1:0, 0:1) | HC Energie Karlovy Vary |  |

|  |                                                  | Souhrn zápasu Report |                    |  |
|  | ------------------------------------------------ | -------------------- | ------------------ |  |
|  | 38:50 Zdeněk Skořepa rozhodující SN Roman Hlouch |                      | 49:52 Petr Kumstát |  |

- Vítěz HC Oceláři Třinec 3 : 0 na zápasy

### Druhé předkolo
1. utkání
|  | HC Kladno | 2 - 3           | HC Znojemští Orli |  |
|  | HC Kladno | (0:1, 1:1, 1:1) | HC Znojemští Orli |  |

|  |                                           | Souhrn zápasu Report |                                                           |  |
|  | ----------------------------------------- | -------------------- | --------------------------------------------------------- |  |
|  | 25:51 Radek Gardoň 52:19 Martin Procházka |                      | 01:22 Michal Tvrdík 31:29 Ondřej Kříž 42:26 Vladimír Říha |  |

2. utkání
|  | HC Kladno | 1 - 2           | HC Znojemští Orli |  |
|  | HC Kladno | (0:1, 1:0, 0:1) | HC Znojemští Orli |  |

|  |                      | Souhrn zápasu Report |                                           |  |
|  | -------------------- | -------------------- | ----------------------------------------- |  |
|  | 35:43 Radek Bělohlav |                      | 15:05 Václav Meidl 48:12 Jaroslav Svoboda |  |

3. utkání
|  | HC Znojemští Orli | 3 - 2           | HC Kladno |  |
|  | HC Znojemští Orli | (1:2, 1:0, 1:0) | HC Kladno |  |

|  |                                                        | Souhrn zápasu Report |                                        |  |
|  | ------------------------------------------------------ | -------------------- | -------------------------------------- |  |
|  | 11:10 Karel Plášek 27:15 Ondřej Kříž 57:37 Jiří Dopita |                      | 02:12 Jaroslav Kalla 08:31 Tomáš Horna |  |

- Vítěz HC Znojemští Orli 3 : 0 na zápasy

## Pavouk play off
|  | Čtvrtfinále                    | Čtvrtfinále                    |                      |   | Semifinále | Semifinále |  |  | Finále | Finále |
|  |                                |                                |                      |   |            |            |  |  |        |        |
|  |                                |                                |                      |   |            |            |  |  |        |        |
|  | HC Sparta Praha                | 4                              |                      |   |            |            |  |  |        |        |
|  | HC Sparta Praha                | 4                              |                      |   |            |            |  |  |        |        |
|  | HC Hamé Zlín                   | 1                              |                      |   |            |            |  |  |        |        |
|  | HC Hamé Zlín                   | 1                              | HC Sparta Praha      | 4 |            |            |  |  |        |        |
|  |                                |                                | HC Sparta Praha      | 4 |            |            |  |  |        |        |
|  |                                | Bílí Tygři Liberec             | 1                    |   |            |            |  |  |        |        |
|  | Bílí Tygři Liberec             | Bílí Tygři Liberec             | 1                    | 4 |            |            |  |  |        |        |
|  | Bílí Tygři Liberec             |                                |                      | 4 |            |            |  |  |        |        |
|  | HC Oceláři Třinec              | 3                              |                      |   |            |            |  |  |        |        |
|  | HC Oceláři Třinec              | 3                              | HC Sparta Praha      | 4 |            |            |  |  |        |        |
|  |                                |                                | HC Sparta Praha      | 4 |            |            |  |  |        |        |
|  |                                | HC Moeller Pardubice           | 2                    |   |            |            |  |  |        |        |
|  | HC Moeller Pardubice           | HC Moeller Pardubice           | 2                    | 4 |            |            |  |  |        |        |
|  | HC Moeller Pardubice           |                                |                      | 4 |            |            |  |  |        |        |
|  | HC Znojemští Orli              | 3                              |                      |   |            |            |  |  |        |        |
|  | HC Znojemští Orli              | 3                              | HC Moeller Pardubice | 4 |            |            |  |  |        |        |
|  |                                |                                | HC Moeller Pardubice | 4 |            |            |  |  |        |        |
|  |                                | HC Mountfield České Budějovice | 1                    |   |            |            |  |  |        |        |
|  | HC Slavia Praha                | HC Mountfield České Budějovice | 1                    | 2 |            |            |  |  |        |        |
|  | HC Slavia Praha                |                                |                      | 2 |            |            |  |  |        |        |
|  | HC Mountfield České Budějovice | 4                              |                      |   |            |            |  |  |        |        |
|  | HC Mountfield České Budějovice | 4                              |                      |   |            |            |  |  |        |        |

## Čtvrtfinále

### První čtvrtfinále
1. utkání
|  | HC Sparta Praha | 4 - 0           | HC Hamé Zlín |  |
|  | HC Sparta Praha | (0:0, 2:0, 2:0) | HC Hamé Zlín |  |

|  |                                                                   | Souhrn zápasu Report |  |  |
|  | ----------------------------------------------------------------- | -------------------- |  |  |
|  | 22:07 Jan Hlaváč 28:45 Petr Ton 55:07 Petr Ton 58:36 Michal Sivek |                      |  |  |

2. utkání
|  | HC Sparta Praha | 3 - 2           | HC Hamé Zlín |  |
|  | HC Sparta Praha | (0:0, 0:0, 3:2) | HC Hamé Zlín |  |

|  |                                                           | Souhrn zápasu Report |                                         |  |
|  | --------------------------------------------------------- | -------------------- | --------------------------------------- |  |
|  | 40:30 František Ptáček 45:02 Tomáš Netík 51:34 Jan Hlaváč |                      | 55:35 Pavel Kašpařík 59:36 Martin Lučka |  |

3. utkání
|  | HC Hamé Zlín | 2 - 3 SN              | HC Sparta Praha |  |
|  | HC Hamé Zlín | (1:1, 0:1, 1:0 - 0:0) | HC Sparta Praha |  |

|  |                                              | Souhrn zápasu Report |                                                             |  |
|  | -------------------------------------------- | -------------------- | ----------------------------------------------------------- |  |
|  | 14:36 Martin Záhorovský 52:59 Pavel Kašpařík |                      | 16:24 Petr Ton 35:01 Karel Hromas rozhodující SN Jan Hlaváč |  |

4. utkání
|  | HC Hamé Zlín | 5 - 2           | HC Sparta Praha |  |
|  | HC Hamé Zlín | (2:0, 2:1, 1:1) | HC Sparta Praha |  |

|  | | Souhrn zápasu Report |                                      |  |
|  | --------------------------------------------------------------------------------------------------- | -------------------- | ------------------------------------ |  |
|  | 11:48 David Nosek 17:19 Lukáš Galvas 22:27 David Nosek 35:56 Martin Hamrlík 42:27 Martin Záhorovský |                      | 38:20 Michal Dragoun 55:30 Luboš Rob |  |

5. utkání
|  | HC Sparta Praha | 3 - 2           | HC Hamé Zlín |  |
|  | HC Sparta Praha | (1:1, 2:1, 0:0) | HC Hamé Zlín |  |

|  |                                                  | Souhrn zápasu Report |                                         |  |
|  | ------------------------------------------------ | -------------------- | --------------------------------------- |  |
|  | 19:46 Petr Ton 20:30 Jiří Zelenka 32:39 Petr Ton |                      | 08:36 Andrej Novotný 37:24 Róbert Tomík |  |

- Vítěz HC Sparta Praha 4 : 1 na zápasy

### Druhé čtvrtfinále
1. utkání
|  | Bílí Tygři Liberec | 2 - 1 PP              | HC Oceláři Třinec |  |
|  | Bílí Tygři Liberec | (0:0, 1:0, 0:1 - 1:0) | HC Oceláři Třinec |  |

|  |                                       | Souhrn zápasu Report |                          |  |
|  | ------------------------------------- | -------------------- | ------------------------ |  |
|  | 23:59 Lubomír Vaic PP 68:24 Lukáš Zíb |                      | 56:19 Rostislav Martynek |  |

2. utkání
|  | Bílí Tygři Liberec | 3 - 4 PP              | HC Oceláři Třinec |  |
|  | Bílí Tygři Liberec | (1:1, 2:1, 0:1 - 0:1) | HC Oceláři Třinec |  |

|  |                                                          | Souhrn zápasu Report |                                                                                           |  |
|  | -------------------------------------------------------- | -------------------- | ----------------------------------------------------------------------------------------- |  |
|  | 05:58 Valdemar Jiruš 32:14 Václav Pletka 35:12 Jan Víšek |                      | 12:37 Juraj Štefanka 20:17 Marcin Kolusz 56:16 Lubomír Korhoň PP 65:28 Rostislav Martynek |  |

3. utkání
|  | HC Oceláři Třinec | 2 - 3           | Bílí Tygři Liberec |  |
|  | HC Oceláři Třinec | (0:0, 2:1, 0:2) | Bílí Tygři Liberec |  |

|  |                                       | Souhrn zápasu Report |                                                           |  |
|  | ------------------------------------- | -------------------- | --------------------------------------------------------- |  |
|  | 21:25 Lubomír Korhoň 38:38 Lukáš Říha |                      | 37:20 Petr Šachl 42:38 Ondřej Hruška 55:37 Tomáš Klimenta |  |

4. utkání
|  | HC Oceláři Třinec | 4 - 1           | Bílí Tygři Liberec |  |
|  | HC Oceláři Třinec | (2:0, 2:0, 0:1) | Bílí Tygři Liberec |  |

|  |                                                                                           | Souhrn zápasu Report |                     |  |
|  | ----------------------------------------------------------------------------------------- | -------------------- | ------------------- |  |
|  | 07:56 Lubomír Korhoň 08:34 Rostislav Martynek 26:56 Juraj Štefanka 33:41 Vlastimil Kroupa |                      | 42:48 Lukáš Pabiška |  |

5. utkání
|  | Bílí Tygři Liberec | 3 - 2 PP               | HC Oceláři Třinec |  |
|  | Bílí Tygři Liberec | (0:1, 0:0, 2:1 - 1:0 ) | HC Oceláři Třinec |  |

|  |                                                                  | Souhrn zápasu Report |                                       |  |
|  | ---------------------------------------------------------------- | -------------------- | ------------------------------------- |  |
|  | 42:30 Václav Pletka 58:07 Lukáš Zíb PP 65:04 Stanislav Procházka |                      | 05:08 Jan Výtisk 58:40 Lubomír Korhoň |  |

6. utkání
|  | HC Oceláři Třinec | 3 - 1           | Bílí Tygři Liberec |  |
|  | HC Oceláři Třinec | (0:1, 2:0, 1:0) | Bílí Tygři Liberec |  |

|  |                                                               | Souhrn zápasu Report |                         |  |
|  | ------------------------------------------------------------- | -------------------- | ----------------------- |  |
|  | 31:06 Juraj Štefanka 32:19 Zdeněk Skořepa 54:33 Marcin Kolusz |                      | 18:57 Andrej Podkonický |  |

7. utkání
|  | Bílí Tygři Liberec | 4 - 2           | HC Oceláři Třinec |  |
|  | Bílí Tygři Liberec | (1:0, 0:1, 3:1) | HC Oceláři Třinec |  |

|  |                                                                                | Souhrn zápasu Report |                                         |  |
|  | ------------------------------------------------------------------------------ | -------------------- | --------------------------------------- |  |
|  | 00:42 Leoš Čermák 48:00 Tomáš Klimenta 51:15 Václav Pletka 57:11 Václav Pletka |                      | 31:37 Lukáš Říha 54:17 Miroslav Zálešák |  |

- Vítěz Bílí Tygři Liberec 4 : 3 na zápasy

### Třetí čtvrtfinále
1. utkání
|  | HC Moeller Pardubice | 5 - 2           | HC Znojemští Orli |  |
|  | HC Moeller Pardubice | (1:1, 1:0, 3:1) | HC Znojemští Orli |  |

|  |                                                                                              | Souhrn zápasu Report |                                        |  |
|  | -------------------------------------------------------------------------------------------- | -------------------- | -------------------------------------- |  |
|  | 17:38 Jan Čaloun 22:48 Tomáš Rolinek 45:08 Libor Pivko 46:13 Petr Sýkora 57:45 Tomáš Rolinek |                      | 08:28 Aleš Padělek 54:13 Michal Tvrdík |  |

2. utkání
|  | HC Moeller Pardubice | 2 - 0           | HC Znojemští Orli |  |
|  | HC Moeller Pardubice | (0:0, 0:0, 2:0) | HC Znojemští Orli |  |

|  |                                          | Souhrn zápasu Report |  |  |
|  | ---------------------------------------- | -------------------- |  |  |
|  | 41:18 Dušan Andrašovský 59:49 Jan Čaloun |                      |  |  |

3. utkání
|  | HC Znojemští Orli | 0 - 3           | HC Moeller Pardubice |  |
|  | HC Znojemští Orli | (0:1, 0:1, 0:1) | HC Moeller Pardubice |  |

|  |  | Souhrn zápasu Report |                                                        |  |
|  |  | -------------------- | ------------------------------------------------------ |  |
|  |  |                      | 04:05 Petr Sýkora 22:41 Tomáš Blažek 46:14 Martin Čech |  |

4. utkání
|  | HC Znojemští Orli | 3 - 1           | HC Moeller Pardubice |  |
|  | HC Znojemští Orli | (2:0, 0:1, 1:0) | HC Moeller Pardubice |  |

|  |                                                          | Souhrn zápasu Report |                   |  |
|  | -------------------------------------------------------- | -------------------- | ----------------- |  |
|  | 05:08 Pavel Mojžíš 07:46 Jiří Dopita 56:46 Michal Tvrdík |                      | 28:25 Libor Pivko |  |

5. utkání
|  | HC Moeller Pardubice | 0 - 2           | HC Znojemští Orli |  |
|  | HC Moeller Pardubice | (0:1, 0:1, 0:0) | HC Znojemští Orli |  |

|  |  | Souhrn zápasu Report |                                           |  |
|  |  | -------------------- | ----------------------------------------- |  |
|  |  |                      | 06:59 Martin Růžička) 21:05 Michal Tvrdík |  |

6. utkání
|  | HC Znojemští Orli | 2 - 1           | HC Moeller Pardubice |  |
|  | HC Znojemští Orli | (1:0, 0:1, 1:0) | HC Moeller Pardubice |  |

|  |                                         | Souhrn zápasu Report |                   |  |
|  | --------------------------------------- | -------------------- | ----------------- |  |
|  | 18:08 Michal Tvrdík 47:30 Pavel Selingr |                      | 29:08 Petr Sýkora |  |

7. utkání
|  | HC Moeller Pardubice | 5 - 0           | HC Znojemští Orli |  |
|  | HC Moeller Pardubice | (2:0, 2:0, 1:0) | HC Znojemští Orli |  |

|  |                                                                                           | Souhrn zápasu Report |  |  |
|  | ----------------------------------------------------------------------------------------- | -------------------- |  |  |
|  | 19:29 Petr Sýkora 19:52 David Havíř 28:07 Petr Sýkora 37:04 Petr Sýkora 56:40 Petr Koukal |                      |  |  |

- Vítěz HC Moeller Pardubice 4 : 3 na zápasy

### Čtvrté čtvrtfinále
1. utkání
|  | HC Mountfield České Budějovice | 2 - 1 SN              | HC Slavia Praha |  |
|  | HC Mountfield České Budějovice | (1:0, 0:1, 0:0 - 0:0) | HC Slavia Praha |  |

|  |                                              | Souhrn zápasu Report |                     |  |
|  | -------------------------------------------- | -------------------- | ------------------- |  |
|  | 00:34 Viktor Hübl rozhodující SN Petr Sailer |                      | 30:25 Martin Graňák |  |

2. utkání
|  | HC Mountfield České Budějovice | 5 - 1           | HC Slavia Praha |  |
|  | HC Mountfield České Budějovice | (3:0, 1:1, 1:0) | HC Slavia Praha |  |

|  |                                                                                             | Souhrn zápasu Report |                    |  |
|  | ------------------------------------------------------------------------------------------- | -------------------- | ------------------ |  |
|  | 02:05 Milan Gulaš 02:35 Milan Toman 14:55 Jiří Šimánek 22:32 Tomáš Mertl 50:47 Michal Hudec |                      | 27:28 Marek Tomica |  |

3. utkání
|  | HC Slavia Praha | 6 - 1           | HC Mountfield České Budějovice |  |
|  | HC Slavia Praha | (3:0, 1:0, 2:1) | HC Mountfield České Budějovice |  |

|  | | Souhrn zápasu Report |                     |  |
|  | --- | -------------------- | ------------------- |  |
|  | 12:40 Josef Beránek 17:03 Jaroslav Bednář 17:41 Michal Vondrka 39:25 Michal Sup 41:15 Igor Rataj 46:55 Roman Červenka |                      | 52:04 René Vydarený |  |

4. utkání
|  | HC Slavia Praha | 4 - 3           | HC Mountfield České Budějovice |  |
|  | HC Slavia Praha | (2:1, 0:1, 2:1) | HC Mountfield České Budějovice |  |

|  |                                                                              | Souhrn zápasu Report |                                                           |  |
|  | ---------------------------------------------------------------------------- | -------------------- | --------------------------------------------------------- |  |
|  | 06:58 Roman Červenka 19:44 Tomáš Žižka 46:43 Jiří Drtina 55:03 Josef Beránek |                      | 04:23 Tomáš Mertl 24:58 Petr Sailer 53:16 Jindřich Kotrla |  |

5. utkání
|  | HC Mountfield České Budějovice | 4 - 3           | HC Slavia Praha |  |
|  | HC Mountfield České Budějovice | (0:0, 1:1, 3:2) | HC Slavia Praha |  |

|  |                                                                               | Souhrn zápasu Report |                                                            |  |
|  | ----------------------------------------------------------------------------- | -------------------- | ---------------------------------------------------------- |  |
|  | 37:57 Marek Posmyk 41:50 Jindřich Kotrla 53:54 Viktor Hübl 54:09 Michal Hudec |                      | 31:19 Michal Vondrka 45:33 Roman Červenka 58:20 Michal Sup |  |

6. utkání
|  | HC Slavia Praha | 1 - 4           | HC Mountfield České Budějovice |  |
|  | HC Slavia Praha | (1:0, 0:1, 0:3) | HC Mountfield České Budějovice |  |

|  |                    | Souhrn zápasu Report |                                                                                  |  |
|  | ------------------ | -------------------- | -------------------------------------------------------------------------------- |  |
|  | 14:23 David Hruška |                      | 32:25 Viktor Hübl 40:38 Petr Gřegořek 50:36 Štěpán Hřebejk 59:54 Jindřich Kotrla |  |

- Vítěz HC Mountfield České Budějovice 4 : 2 na zápasy

## Semifinále

### První semifinále
1. utkání
|  | Bílí Tygři Liberec | 5 - 2           | HC Sparta Praha |  |
|  | Bílí Tygři Liberec | (2:1, 2:1, 1:0) | HC Sparta Praha |  |

|  | | Souhrn zápasu Report |                                       |  |
|  | --- | -------------------- | ------------------------------------- |  |
|  | 07:22 Andrej Podkonický 11:38 Stanislav Procházka 34:47 Jan Víšek 39:59 Lukáš Pabiška 50:01 Lukáš Pabiška |                      | 00:39 Jiří Zelenka 39:09 Jiří Zelenka |  |

2. utkání
|  | Bílí Tygři Liberec | 1 - 2           | HC Sparta Praha |  |
|  | Bílí Tygři Liberec | (0:0, 0:1, 1:1) | HC Sparta Praha |  |

|  |                     | Souhrn zápasu Report |                                    |  |
|  | ------------------- | -------------------- | ---------------------------------- |  |
|  | 47:08 Lukáš Pabiška |                      | 29:14 Tomáš Netík 54:23 Jan Hlaváč |  |

3. utkání
|  | HC Sparta Praha | 2 - 1           | Bílí Tygři Liberec |  |
|  | HC Sparta Praha | (1:0, 1:0, 0:1) | Bílí Tygři Liberec |  |

|  |                                     | Souhrn zápasu Report |                      |  |
|  | ----------------------------------- | -------------------- | -------------------- |  |
|  | 10:24 Jan Hlaváč 25:38 Michal Sivek |                      | 49:17 Tomáš Klimenta |  |

4. utkání
|  | HC Sparta Praha | 5 - 2            | Bílí Tygři Liberec |  |
|  | HC Sparta Praha | (1:1, 2:1, 0:1 ) | Bílí Tygři Liberec |  |

|  | | Souhrn zápasu Report |                                           |  |
|  | -------------------------------------------------------------------------------------------------- | -------------------- | ----------------------------------------- |  |
|  | 07:26 Jakub Langhammer 11:46 Jaroslav Hlinka 27:45 Tomáš Netík 38:50 Petr Ton 52:35 Michal Dragoun |                      | 32:50 Andrej Podkonický 56:00 Václav Kočí |  |

5. utkání
|  | Bílí Tygři Liberec | 4 - 5            | HC Sparta Praha |  |
|  | Bílí Tygři Liberec | (1:1, 1:3, 2:1 ) | HC Sparta Praha |  |

|  |                                                                      | Souhrn zápasu Report |                                                                                               |  |
|  | -------------------------------------------------------------------- | -------------------- | --------------------------------------------------------------------------------------------- |  |
|  | 10:45 Boris Žabka 31:46 Václav Kočí 51:00 Jan Plodek 59:23 Lukáš Zíb |                      | 05:57 Jan Hlaváč 23:49 Jaroslav Hlinka 28:23 Tomáš Netík 35:04 Petr Ton 50:42 Jaroslav Hlinka |  |

- Vítěz HC Sparta Praha 4 : 1 na zápasy

### Druhé semifinále
1. utkání
|  | HC Moeller Pardubice | 4 - 1           | HC Mountfield České Budějovice |  |
|  | HC Moeller Pardubice | (2:0, 0:1, 2:0) | HC Mountfield České Budějovice |  |

|  |                                                                                          | Souhrn zápasu Report |                   |  |
|  | ---------------------------------------------------------------------------------------- | -------------------- | ----------------- |  |
|  | 15:02 Aleš Píša 18:35 Zdeněk Ondřej 49:28 Tomáš Rolinek 51:26 Petr Sýkora z tr. střílení |                      | 37:48 Tomáš Mertl |  |

2. utkání
|  | HC Moeller Pardubice | 4 - 2           | HC Mountfield České Budějovice |  |
|  | HC Moeller Pardubice | (0:0, 1:0, 3:2) | HC Mountfield České Budějovice |  |

|  |                                                                                   | Souhrn zápasu Report |                                      |  |
|  | --------------------------------------------------------------------------------- | -------------------- | ------------------------------------ |  |
|  | 37:55 Miroslav Hlinka 41:01 Peter Pucher 45:17 Jan Kolář (1981) 58:20 Petr Sýkora |                      | 42:41 Štěpán Hřebejk 57:56 Tomáš Vak |  |

3. utkání
|  | HC Mountfield České Budějovice | 3 - 0           | HC Moeller Pardubice |  |
|  | HC Mountfield České Budějovice | (2:0, 0:0, 1:0) | HC Moeller Pardubice |  |

|  |                                                     | Souhrn zápasu Report |  |  |
|  | --------------------------------------------------- | -------------------- |  |  |
|  | 08:17 Tomáš Vak 17:21 Viktor Hübl 57:26 Tomáš Mertl |                      |  |  |

4. utkání
|  | HC Mountfield České Budějovice | 2 - 5           | HC Moeller Pardubice |  |
|  | HC Mountfield České Budějovice | (0:2, 2:1, 0:2) | HC Moeller Pardubice |  |

|  |                                       | Souhrn zápasu Report |                                                                                               |  |
|  | ------------------------------------- | -------------------- | --------------------------------------------------------------------------------------------- |  |
|  | 35:23 Petr Gřegořek 36:43 Petr Sailer |                      | 05:56 Zdeněk Ondřej 18:54 Petr Koukal 34:46 Tomáš Rolinek 44:23 Petr Sýkora 47:38 Petr Sýkora |  |

5. utkání
|  | HC Moeller Pardubice | 5 - 2           | HC Mountfield České Budějovice |  |
|  | HC Moeller Pardubice | (2:1, 2:0, 1:1) | HC Mountfield České Budějovice |  |

|  | | Souhrn zápasu Report |                                         |  |
|  | --- | -------------------- | --------------------------------------- |  |
|  | 10:15 Jiří Cetkovský 17:10 Miroslav Hlinka 30:57 Dušan Andrašovský 39:52 Zdeněk Ondřej 59:58 Tomáš Rolinek |                      | 06:00 Kamil Brabenec 43:04 Michal Hudec |  |

- Vítěz HC Moeller Pardubice 4 : 1 na zápasy

## Finále
1. utkání
|  | HC Moeller Pardubice | 4 - 5 PP              | HC Sparta Praha |  |
|  | HC Moeller Pardubice | (2:0, 1:3, 1:1 - 0:1) | HC Sparta Praha |  |

|  |                                                                               | Souhrn zápasu Report |                                                                                                   |  |
|  | ----------------------------------------------------------------------------- | -------------------- | ------------------------------------------------------------------------------------------------- |  |
|  | 09:45 Petr Sýkora 11:50 Tomáš Rolinek 28:32 František Mrázek 41:24 Jan Snopek |                      | 27:11 Jan Hlaváč 37:14 Petr Ton 37:50 Michal Sivek 44:10 Jakub Langhammer PP 65:33 Ondřej Kratěna |  |

2. utkání
|  | HC Moeller Pardubice | 3 - 5           | HC Sparta Praha |  |
|  | HC Moeller Pardubice | (0:1, 3:3, 0:1) | HC Sparta Praha |  |

|  |                                                           | Souhrn zápasu Report |                                                                                               |  |
|  | --------------------------------------------------------- | -------------------- | --------------------------------------------------------------------------------------------- |  |
|  | 22:50 Jan Čaloun 36:00 David Havíř 38:01 František Mrázek |                      | 17:58 Petr Ton 29:26 Ondřej Kratěna 30:56 Martin Podlešák 32:19 Jiří Zelenka 46:32 Jan Hlaváč |  |

3. utkání
|  | HC Sparta Praha | 7 - 3           | HC Moeller Pardubice |  |
|  | HC Sparta Praha | (2:2, 2:0, 3:1) | HC Moeller Pardubice |  |

|  | | Souhrn zápasu Report |                                            |  |
|  | --- | -------------------- | ------------------------------------------ |  |
|  | 02:05 Luboš Rob 08:33 Petr Ton 25:30 Tomáš Netík 34:32 a 49:33 Ondřej Kratěna 44:14 Jiří Zelenka 45:49 Jakub Langhammer |                      | 11:36 Petr Koukal 17:38 a 45:32 Jan Čaloun |  |

4. utkání
|  | HC Sparta Praha | 2 - 5           | HC Moeller Pardubice |  |
|  | HC Sparta Praha | (0:2, 1:2, 1:1) | HC Moeller Pardubice |  |

|  |                                                     | Souhrn zápasu Report |                                                                                                |  |
|  | --------------------------------------------------- | -------------------- | ---------------------------------------------------------------------------------------------- |  |
|  | 33:46 Jaroslav Hlinka 54:02 Petr Ton z tr. střílení |                      | 06:48 Jan Čaloun 12:15 Tomáš Linhart 25:12 Tomáš Linhart 34:58 Zdeněk Ondřej 45:22 Libor Pivko |  |

5. utkání
|  | HC Moeller Pardubice | 5 - 1           | HC Sparta Praha |  |
|  | HC Moeller Pardubice | (2:0, 3:1, 0:0) | HC Sparta Praha |  |

|  | | Souhrn zápasu Report |                        |  |
|  | -------------------------------------------------------------------------------------------------- | -------------------- | ---------------------- |  |
|  | 10:28 Zdeněk Ondřej 12:53 Dušan Andrašovský 30:55 Jan Čaloun 35:10 Tomáš Rolinek 37:09 Petr Sýkora |                      | 38:59 Ladislav Benýšek |  |

6. utkání
|  | HC Sparta Praha | 2 - 0           | HC Moeller Pardubice |  |
|  | HC Sparta Praha | (1:0, 1:0, 0:0) | HC Moeller Pardubice |  |

|  |                                           | Souhrn zápasu Report |  |  |
|  | ----------------------------------------- | -------------------- |  |  |
|  | 03:36 Ondřej Kratěna 21:56 Ondřej Kratěna |                      |  |  |

- Vítěz HC Sparta Praha 4 : 2 na zápasy

## Nejproduktivnější hráči základní části
Toto je konečné pořadí hráčů podle dosažených bodů. Za jeden vstřelený gól nebo přihrávku na gól hráč získal jeden bod.
| Poř. | Hráč             | Tým                            | Z  | G  | A  | B  | TM | +/- |
| ---- | ---------------- | ------------------------------ | -- | -- | -- | -- | -- | --- |
| 1.   | Jaroslav Hlinka  | HC Sparta Praha                | 46 | 19 | 38 | 57 | 46 | -1  |
| 2.   | Pavel Patera     | HC Kladno                      | 52 | 18 | 39 | 57 | 89 | 15  |
| 3.   | Petr Sýkora      | HC Moeller Pardubice           | 50 | 37 | 16 | 53 | 76 | 17  |
| 4.   | Martin Procházka | HC Kladno                      | 49 | 35 | 16 | 51 | 40 | 7   |
| 5.   | Petr Ton         | HC Sparta Praha                | 51 | 25 | 24 | 49 | 45 | 16  |
| 6.   | Jaroslav Kalla   | HC Kladno                      | 52 | 15 | 33 | 48 | 34 | -7  |
| 7.   | Robert Reichel   | HC Litvínov                    | 52 | 26 | 21 | 47 | 46 | 2   |
| 8.   | Viktor Hübl      | HC Mountfield České Budějovice | 52 | 26 | 19 | 45 | 46 | 7   |
| 9.   | Jaroslav Bednář  | HC Slavia Praha                | 52 | 22 | 23 | 45 | 66 | 2   |
| 10.  | Petr Leška       | HC Hamé Zlín                   | 52 | 20 | 21 | 41 | 53 | -11 |

## Nejproduktivnější hráči play-off
Toto je konečné pořadí hráčů podle dosažených bodů. Za jeden vstřelený gól nebo přihrávku na gól hráč získal jeden bod.
| Poř. | Hráč            | Tým                  | Z  | G  | A  | B  | TM | +/- |
| ---- | --------------- | -------------------- | -- | -- | -- | -- | -- | --- |
| 1.   | Petr Sýkora     | HC Moeller Pardubice | 18 | 12 | 6  | 18 | 22 | -3  |
| 2.   | Petr Ton        | HC Sparta Praha      | 16 | 11 | 5  | 16 | 2  | 1   |
| 3.   | Jaroslav Hlinka | HC Sparta Praha      | 16 | 4  | 12 | 16 | 38 | 3   |
| 4.   | Jan Čaloun      | HC Moeller Pardubice | 16 | 7  | 4  | 11 | 2  | 0   |
| 5.   | Jan Hlaváč      | HC Sparta Praha      | 16 | 8  | 2  | 10 | 16 | 4   |
| 6.   | Tomáš Rolinek   | HC Moeller Pardubice | 17 | 7  | 3  | 10 | 6  | -3  |
| 7.   | Ondřej Kratěna  | HC Sparta Praha      | 13 | 6  | 4  | 10 | 0  | 3   |
| 8.   | Juraj Štefanka  | HC Oceláři Třinec    | 10 | 7  | 1  | 8  | 22 | -1  |
| 9.   | Tomáš Netík     | HC Sparta Praha      | 16 | 5  | 3  | 8  | 30 | 0   |
| 10.  | Zdeněk Ondřej   | HC Moeller Pardubice | 18 | 5  | 3  | 8  | 20 | -1  |

| Umístění         | Mužstvo              | Hráči |
| ---------------- | -------------------- | --- |
| Zlatá medaile    | HC Sparta Praha      | Brankáři: Tomáš Duba , Dušan Salfický Obránci: Ladislav Benýšek, Marek Černošek, Jan Hanzlík, Jaroslav Mrázek, Tomáš Protivný, František Ptáček, Richard Stehlík, Ján Tabaček, Jiří Vykoukal Útočníci: Michal Dragoun, Jan Hlaváč, Jaroslav Hlinka, Karel Hromas, Ondřej Kratěna, Jakub Langhammer, Tomáš Netík, Martin Podlešák, Luboš Rob, Michal Sivek, Martin Štrba, Petr Ton, David Vrbata, Karel Pilař, Jiří Zelenka Trenéři František Výborný a Marián Jelínek                                                                                                |
| Stříbrná medaile | HC Moeller Pardubice | Brankáři: Ján Lašák, Vladislav Koutský, Martin Růžička Obránci: Petr Čáslava, Martin Čech, David Havíř, Jan Kolář, Jaroslav Koma, Václav Lesák, Tomáš Linhart, Jakub Nakládal, Aleš Píša, Jan Snopek, Michal Šeda Útočníci: Dušan Andrašovský, Tomáš Blažek, Jiří Cetkovský, Jan Čaloun, Patrik Fořt, Miroslav Hlinka, Ladislav Jindřich, Jan Kolář, Petr Koukal, František Mrázek, Ondřej Nakládal, Zdeněk Ondřej, Libor Pivko, Peter Pucher, Tomáš Rolinek, Jaroslav Roubík, Jan Starý, Petr Sýkora, Jan Šeda, Petr Zahradník Trenéři Miloš Říha a Pavel Rohlík    |
| Bronzová medaile | Bílí Tygři Liberec   | Brankáři: Milan Hnilička, Filip Šindelář, Jiří Stejskal, Michal Nedvídek Obránci: Valdemar Jiruš, Lukáš Zíb, Jiří Moravec, Boris Žabka, Angel Krstev, Martin Rýgl, Martin Hlavačka, Jakub Čutta, Petr Hrach, Jan Holub, Václav Kočí, Ctirad Ovčačík,Lukáš Derner Útočníci: Václav Pletka, Jan Víšek, Andrej Podkonický, Stanislav Procházka, Petr Šachl, Ľubomír Vaic, Tomáš Klimenta, Leoš Čermák, Jan Plodek, Lukáš Pabiška, Václav Novák, Antonín Dušek, Ondřej Hruška, Petr Vampola, Rok Pajič, Jan Tomajko, Ctibor Jech Trenéři Josef Paleček a Vladimír Čermák |

## Rozhodčí

### Hlavní
- Všichni

- Petr Blecha
- Petr Bolina
- Pavel Hodek
- Martin Homola
- René Hradil
- Radek Husička
- Miroslav Jebavý
- Antonín Jeřábek
- Jaroslav Kubeš
- Pavel Mikula
- Milan Minář
- Roman Polák
- František Rejthar
- Martin Smeták
- Vladimír Šindler
- Tomáš Turčan

### Čároví
- Všichni

- Miloš Bádal –  Roman Pouzar
- Stanislav Barvíř –  Petr Blümel
- Jaromír Bláha –  Evžen Kostka
- Lukáš Bejček –  Jakub Kabourek
- Michal Čech –  Luboš Chytil
- Jan Čížek –  Jan Padevět
- Jiří Gebauer –  Vít Lederer
- Václav Guth –  David Rittich
- Petr Charvát –  František Kalivoda
- Roman Hejduk –  Radovan Křivský
- Marek Hlavatý –  Rudolf Tošenovjan
- Martin Kreuzer –  David Polonyi
- Tomáš Klein –   Pavel Dřínovský
- Tomáš Pešek –  Pavel Šátava
- Radim Prchal –  Tomáš Prchal
- Jiří Škach –   Karel Machálek

### Hlavní
- Aleksi Rantala
- Brent Reiber
- Alexej Ravodin
- Juraj Konc
- Martin Reichert
- Thomas Andersson
- Richard Schütz
- Danny Kurmann
- Jari Levonen
- Peter Jonák

### Čároví
Do sezóny 2006/07 nenastoupil žádný mezinárodní čárový rozhodčí.